# Parthia

het Parthische Rijk, met Parthia in het noordoosten

Parthia of Parthië (Oudperzisch: 𐎱𐎼𐎰𐎺 Parθava; Parthisch: 𐭐𐭓𐭕𐭅 Parθaw; Middelperzisch: 𐭯𐭫𐭮𐭥𐭡𐭥 Pahlaw) was een historische regio in Noordoost-Iran. Het werd veroverd en onderworpen door het rijk van de Meden tijdens de 7e eeuw voor Christus, werd deel van het daaropvolgende Achaemenidenrijk onder Cyrus de Grote in de 6e eeuw v.Chr. Na de veroveringen van Alexander de Grote in de 4e eeuw v.Chr. vormde het een deel van het Hellenistische Seleucidenrijk. 
De regio werd later de politieke en culturele basis van de Oost-Iraanse Parni en de Arsacidendynastie, heersers van het Parthische Rijk (247 v.Chr. - 224 n.Chr.). Het Sassanidenrijk, de laatste staat van het pre-islamitische Iran, beheerste ook de regio en handhaafde zeven Parthische clans als onderdeel van hun feodale aristocratie.

## Geografie
De locatie van Parthia als het "land van de Parthen" kwam ruwweg overeen met een gebied in het noordoosten van Iran en delen van het zuiden van Turkmenistan. Het werd begrensd door de Kopet-Dag-bergketen in het noorden en de Dasht-e Kavir-woestijn in het zuiden. In het Westen grensde het aan Medië, in het noordwesten aan Hyrcanië, in het noordoosten aan Margiana en in het oosten aan Ariana.
Na de opkomst van het Parthische Rijk werd de benaming "Parthië" gebruikt voor een groter gebied. In de Sassanidische periode omvatte dit niet alleen centraal en noord-centraal Iran, maar ook de westelijke delen van het plateau. In het islamitische tijdperk werd Parthia verondersteld in Midden- en West-Iran te zijn. Ibn al-Muqaffa beschouwde Parthia als de regio's van Isfahan, Ray, Hamadan, Mah-i Nihawand en Azerbeidzjan omvattende. Dezelfde definitie is te vinden in de werken van Al-Khawazmi en Hamza al-Isfahani.

## Geschiedenis

### Onder de Achaemeniden
Parthia verschijnt voor het eerst als politieke entiteit in de lijsten van satrapieën onder de heerschappij van de Achaemeniden. Daarvoor lijken de mensen van de regio onderdanen van de Meden te zijn geweest. Assyrische teksten uit de 7e eeuw v.Chr. vermelden een land met de naam Partakka of Partukka, maar dit omvatte niet noodzakelijk hetzelfde gebied als het latere Parthia. 
Een jaar na Cyrus de Grote's overwinning op de Mede Astyages was Parthia een van de eerste provincies die Cyrus als heerser erkende. Deze loyaliteit verzekerde Cyrus zijn oostelijke flank, en stelde hem in staat om de eerste van zijn campagnes als keizer uit te voeren tegen Sardis. Na de overname van de Achaemenidentroon door Darius I verenigden de Parthen zich, volgens Griekse bronnen, met de Medenkoning Phraortes en kwamen tegen hem in opstand. Hystaspes, de satraap van de provincie en vader van Darius, slaagde rond 522-521 v.Chr. erin de opstand te onderdrukken.
Parthia wordt vermeld in de Behistuninscriptie van Darius I (ca. 520 v.Chr.) onder de gouvernementen nabij Drangiana. De hoofdstad was mogelijk Hekatompylos. De Parthen verschijnen ook in Herodotus' lijst van volkeren onderworpen aan de Achaemeniden. Hij beschrijft de Parthen, Chorasmiërs, Sogdiërs en Ariani als volkeren van een enkele satrapie (de 16e), wiens jaarlijkse tribuut aan de koning slechts 300 talenten zilver zou zijn.
Bij de Slag  bij Gaugamela (331 v.Chr.) tussen de legers van Darius III en Alexander de Grote werd een Parthische eenheid genoemd onder Phrataphernes, toen Achaemeniden-satraap van Parthia. Na de nederlaag van Darius bood Phrataphernes zijn gouvernement aan Alexander, toen deze daar in de zomer van 330 v.Chr. aankwam. 

### Onder de Seleuciden
Bij de Rijksdeling van Babylon na de dood van Alexander in 323 v.Chr. werd Parthia een Seleuciden-satrapie onder Nicanor. Phrataphernes, de voormalige gouverneur, werd gouverneur van Hyrcania. Bij de Rijksdeling van Triparadisus in 320 v.Chr. werd Parthia toegewezen aan Philippus, voormalige satraap van Sogdiana. Een paar jaar later werd de provincie binnengevallen door Peithon, satraap van Media Magna. Deze maakte zijn broer Eudemus tot de nieuwe satraap. 
In 316 v.Chr. werd Stasander, een vazal van Seleucus I Nicator en satraap van Bactrië (en mogelijk ook van Ariana en Margiana) benoemd tot satraap van Parthia. Voor de komende 60 jaar zouden verschillende Seleuciden worden benoemd tot gouverneurs van de provincie.
Na de dood van Antiochus II in 247 v.Chr. bezette Ptolemaeus III de Seleucidenhoofdstad Antiochië. Gebruikmakend van de onzekere politieke situatie, riep Andragoras, de Seleuciden-satraap van Parthia, zijn onafhankelijkheid uit en begon zijn eigen munten te slaan. 
Ondertussen werd Arsaces, een man van Scythische of Bactrische oorsprong, gekozen als leider van de Parni, een Oost-Iraans volk uit de Tedzjenvallei in het huidige Turkmenië. Na de afscheiding van Parthia uit het Seleucidenrijk en het resulterende verlies van militaire ondersteuning, had Andragoras moeite met het handhaven van zijn grenzen. Ongeveer 238 v.Chr. vielen de Parni onder commando van Arsaces en zijn broer Tiridates Parthia binnen, en namen controle over de noordelijke regio Astabene met de hoofdstad Quchan.
Kort daarop veroverden de Parni de rest van Parthia op Andragoras, en vermoordde hem. Hoewel een eerste strafexpeditie door de Seleuciden onder Seleucus II niet succesvol was, heroverden de Seleuciden onder Antiochus III in 209 v.Chr. gebied van Arsaces' opvolger Arsaces II. Arsaces II accepteerde een vazalstatus, en pas onder zijn kleinzoon Phraates I zouden de Arsaciden hun onafhankelijkheid herbevestigen.

### Onder de Arsaciden
Vanuit hun machtscentrum in Parthia breidden de Arsaciden hun heerschappij uit over het grootste deel van Groot-Iran. Ze brachten ook snel verschillende dynastische takken aan de macht in Armenië, Iberia en Kaukasisch Albanië. Hoewel de Arsaciden slechts af en toe hun regeringscentrum in Parthia hadden, was hun machtsbasis daar, tussen de Parthische feodale familes van wiens militaire en financiële steun de Arsaciden afhankelijk waren. In ruil voor deze ondersteuning ontvingen deze families grote stukken land van de eerstveroverde gebieden nabij Parthia. Vanaf ongeveer 105 v.Chr. was de macht en invloed van deze Parthische geslachten zodanig dat ze vaak opkwamen tegen de monarch en uiteindelijk een factor in de ondergang van de dynastie zouden vormen.
Vanaf ongeveer 130 v.Chr. had het Parhische Rijk te maken met talloze invallen door verschillende nomadische stammen, waaronder de Sakas, de Yuezhi en de Massagetae. Tijdens het verdedigen van het imperium tegen de nomaden vielen Phraates II en Artabanus I in de strijd.
De Romein Crassus probeerde Parthia in 52 v.Chr. te veroveren, maar werd beslissend verslagen in de Slag bij Carrhae. Julius Caesar had plannen voor een invasie toen hij in 44 v.Chr. werd vermoord. Een reeks Romeins-Parthische oorlogen volgde.
Omstreeks 32 v.Chr. kwam een zekere Tiridates in opstand tegen Phraates IV, waarschijnlijk met steun van de adel. De opstand was aanvankelijk succesvol, maar werd neergeslagen in 25 v.Chr. In 9-8 v.Chr. slaagde de Parthische adel erin om hun favoriet Vonones op de troon te zetten. Deze bleek een te strakke budgettaire controle te houden, dus werd hij afgezet ten gunste van Artabanus II, die een niet-Arsacidische Parthische edelman lijkt te zijn geweest. Deze slaagde er echter niet in zijn positie over alle regio's te consolideren.
Tegen de 2e eeuw na Christus waren de Arsaciden door de oorlogen met Rome en de nomaden dusdanig verzwakt dat ze hun ondergeschikte gebieden niet langer konden verdedigen. Het rijk brak uiteen toen de vazalgebieden zich in toenemende mate onafhankelijk verklaarden of door anderen werden onderworpen. De Arsaciden werden uiteindelijk in 224 overwonnen door de Perzische Sassaniden, voormalige vazallen uit het zuidwesten van Iran.

### Onder de Sassaniden
Parthia was waarschijnlijk de eerste regio veroverd door Ardashir na zijn overwinning over Artabanus IV, hetgeen het belang van de provincie voor de oprichter van de Sassanische dynastie aantoont. Een deel van de Parthische adel bood nog kort weerstand, maar de meesten verklaarden al gauw hun trouw aan de Sassaniden. 
Parthia bleef in de 3e eeuw van belang. In de Ka'be-ye Zardosht-inscriptie vermeld Shapur I de provincie Parthia op de tweede plaats na Pars. De Abnun-inscriptie beschrijft de Romeinse invasie van 243/44 als een aanval op "Pars en Parthia". Gezien de Romeinen nooit verder dan Mesopotamië gingen, zou "Pars en Parthia" voor het Sassanidische Rijk zelf kunnen staan. Parthia was ook de tweede provincie gekozen voor de vestiging van Romeinse krijgsgevangenen na de Slag bij Edessa in 260.